# Pantelis Kafes
Pantelis Kafes (*Véria, Grecia, 24 de junio de 1978), exfutbolista griego. Jugaba de defensa y su primer equipo fue el Pontioi Verias. 

## Selección nacional
Ha sido internacional con la Selección de fútbol de Grecia, ha jugado 40 partidos internacionales y ha anotado 3 goles.
Una curiosidad sobre Kafes es que podía ser reconocido fácilmente debido a que llevaba el dorsal número 1 siendo jugador de campo.

## Clubes
| Club             | País   | Año         |
| ---------------- | ------ | ----------- |
| AEP Verias       | Grecia | 1995 - 1996 |
| PAOK Salónica FC | Grecia | 1997 - 2003 |
| Olympiacos FC    | Grecia | 2003 - 2006 |
| AEK Atenas FC    | Grecia | 2006 - 2012 |
| PAE Veria        | Grecia | 2012 - 2013 |